# Volvo FH
Volvo FH är Volvo Lastvagnars största frontbyggda lastbil, FH står för Front High, vilket betyder att den har platt front och förarutrymmet ovanpå motorn. Lastbilen finns i två varianter, FH och FH16. Lastbilen introducerades ursprungligen 1993 som FH12, då med en motor på 12 liter. Den används mestadels till långa fjärrtransporter med tågvikter vanligen 40-60 ton (beroende på landets regler) och undantagsvis upp till 200 ton i tungdragarapplikation. FH och FH16 säljs över hela världen utom Nordamerika.
Volvo FH och FH16 finns i följande motorutföranden för marknader med europeiska avgasregler:
- FH med 13 liters motor. Med 420, 460, 500 eller 540hk
- FH16 med 16 liters motor. Med 540, 600, 650, 700 eller 750 hk

Alla bilar erbjuds med iShift-automatisk växellåda. Modeller med upp till 540 hk kan också fås med manuell växellåda.
De byggs i Volvo Lastvagnars fabriker VTT (Volvo Trucks Tuve) och i Gent, Belgien samt i Volvo Trucks monteringsfabriker runt om i världen. Lastbilshytterna tillverkas i Volvo Lastvagnars fabrik i Umeå och motorerna i Skövde.
Lastbilsserien har flera gånger mottagit titeln Truck of the Year.

## Produktion
| År   | Volvo FH | Leveranser Volvo FH |
| ---- | -------- | ------------------- |
| 1993 | ≈ 7 000  |                     |
| 1994 | 20 250   |                     |
| 1995 | 25 740   |                     |
| 1996 | 24 200   |                     |
| 1997 | 23 180   |                     |
| 1998 | 30 610   |                     |
| 1999 | 25 880   |                     |
| 2000 | 32 720   |                     |
| 2001 | 28 920   |                     |
| 2002 | 31 880   |                     |
| 2003 | 33 720   |                     |
| 2004 | 45 008   |                     |
| 2005 | 42 951   |                     |
| 2006 | 41 302   | 40 650              |
| 2007 |          | 48 362              |
| 2008 |          | 53 098              |
| 2009 |          |                     |
| 2010 |          |                     |

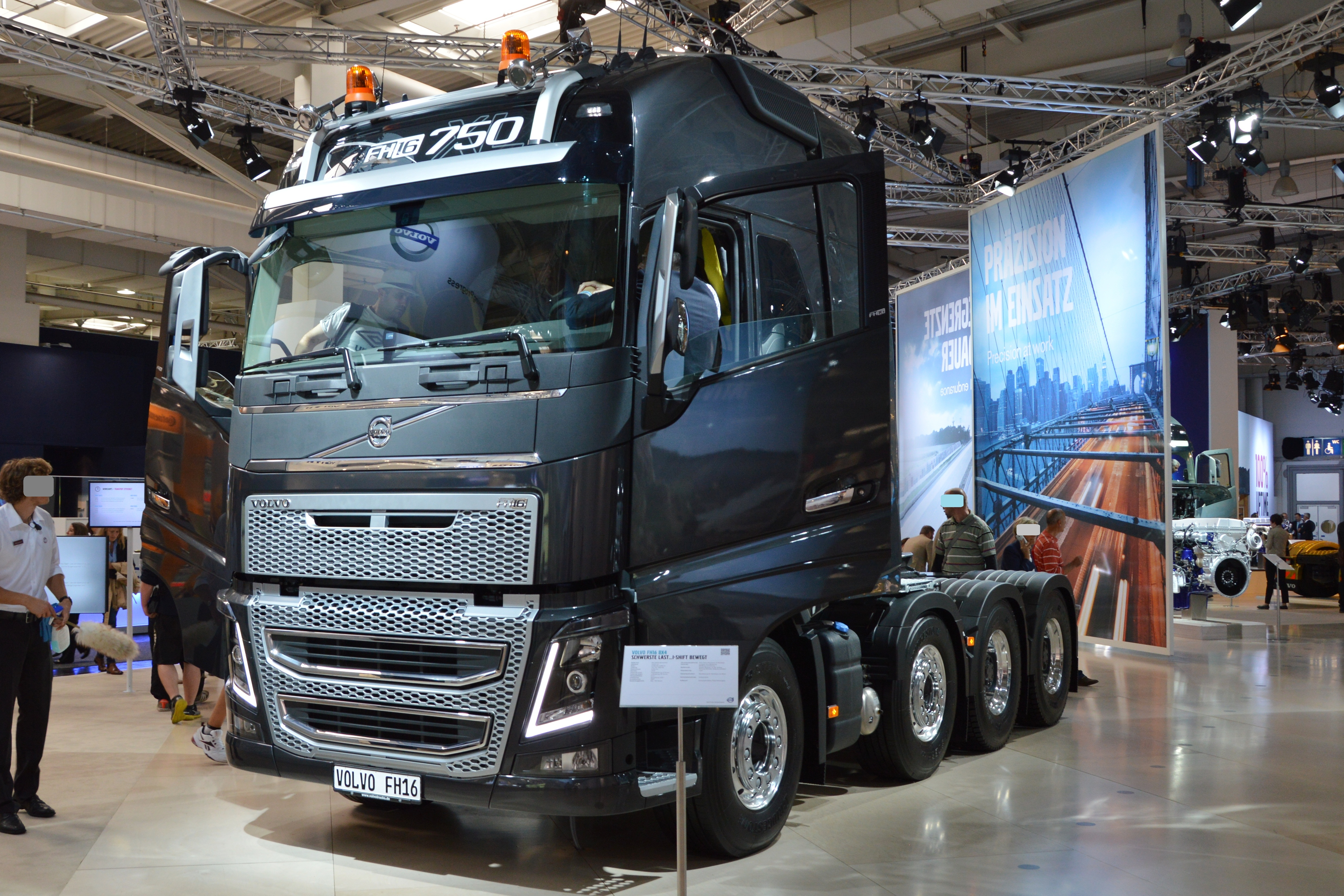
Volvo FH16, årsmodell 2013
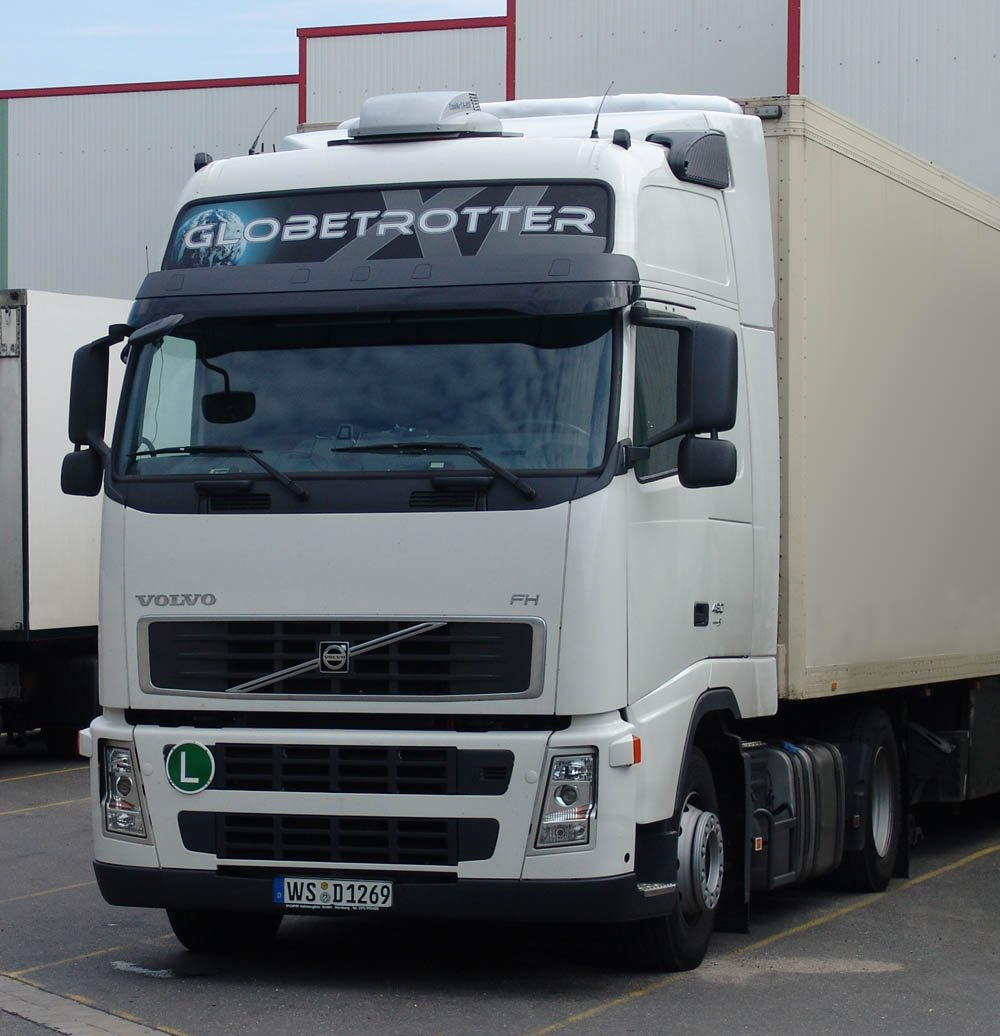
Volvo FH Globetrotter
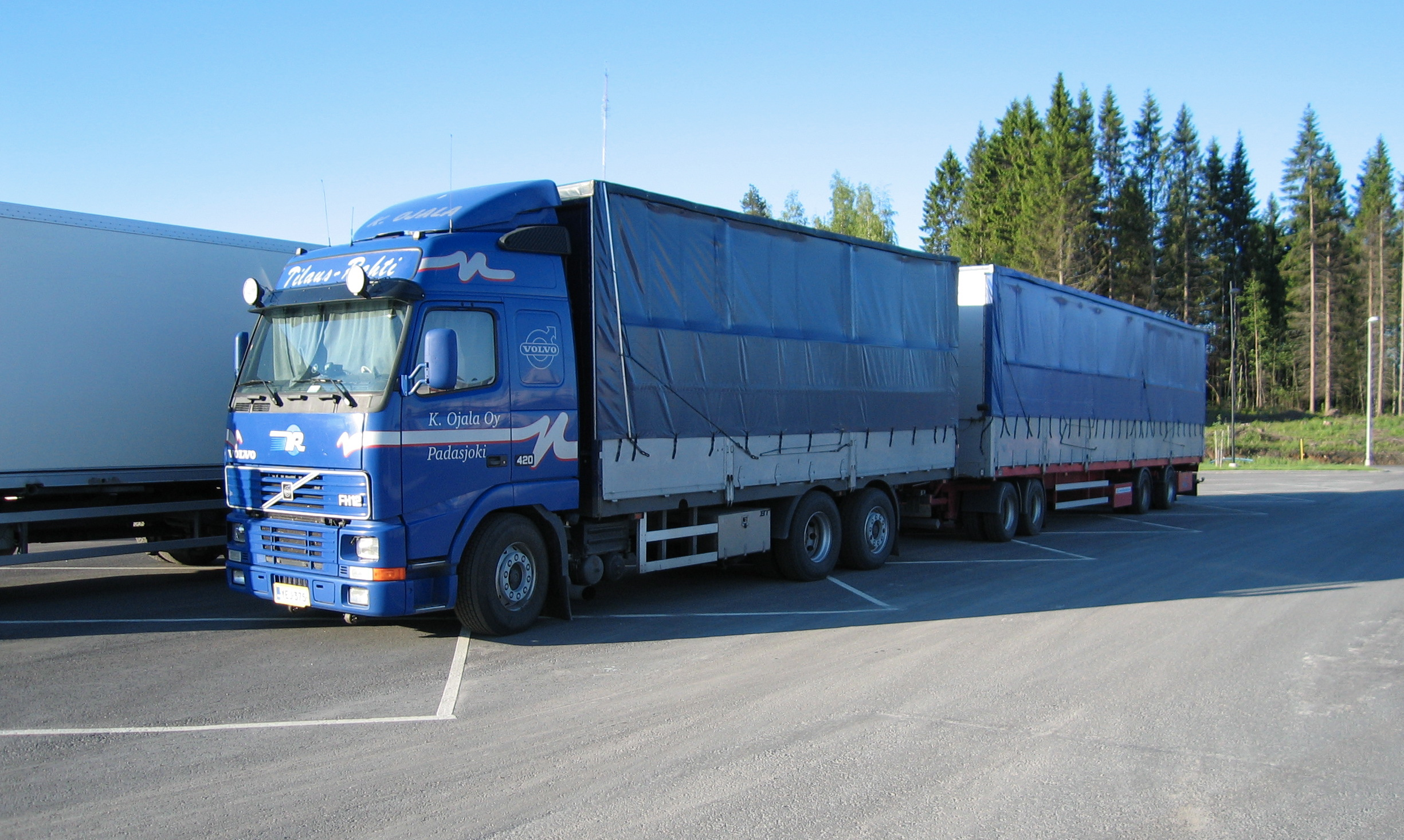
Volvo FH12
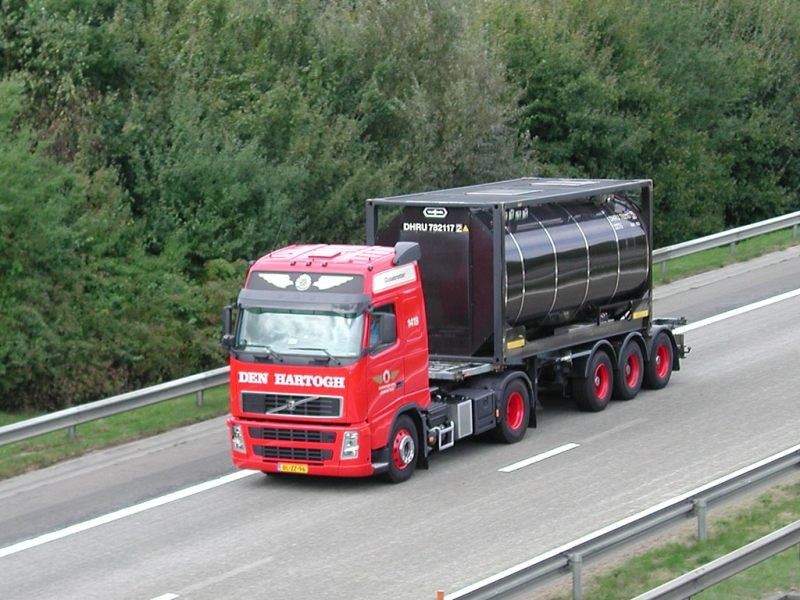
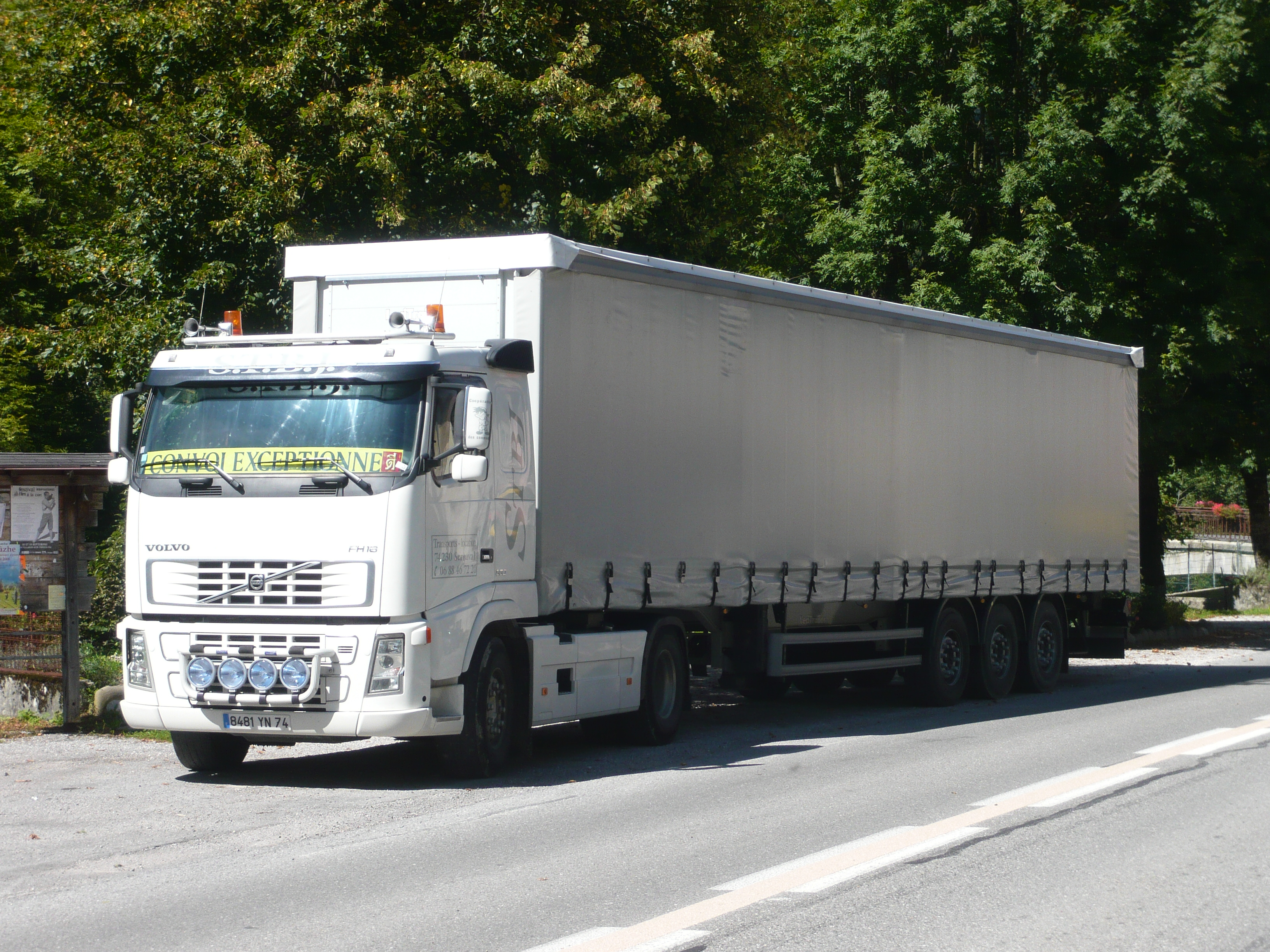
Volvo FH16